# Sraten (Gatak)
Sraten is een bestuurslaag in het regentschap Sukoharjo van de provincie Midden-Java, Indonesië. Sraten telt 3155 inwoners (volkstelling 2010).